# Élections en République dominicaine
La République dominicaine est un État dont les représentants sont élus aux niveaux national et local. Au niveau national, le Président est élu au suffrage universel. Tous les membres d'un parlement, le Congrès national (Congreso nacional) constitué de deux chambres. La Chambre des députés et le Sénat. Au niveau local, des bureaux élus au niveau municipal.
La République dominicaine dispose d'un système de multipartisme. La Constitution définit la façon dont les élections ont lieu et l'éligibilité des électeurs. La loi réglemente la plupart des aspects de l'élection, y compris les primaires, le fonctionnement de chaque collège électoral, et le déroulement des élections nationales et locales.

## Électeurs
Les conditions pour être électeur sont définis par la Constitution. La Constitution dispose que le suffrage est un droit et un devoir de tous les citoyens. Le vote est personnel, libre, direct et secret. La Constitution dispose que les membres des forces armées et la police nationale, n'ont pas le droit de vote. De même les personnes ayant perdu leurs droits civiques, comme les condamnés.